# Matthew Pearl
Matthew Pearl (* 2. Oktober 1977 in New York City) ist ein US-amerikanischer Literaturwissenschaftler und Schriftsteller.

## Leben
Pearl studierte nach dem Schulbesuch an der University School of Nova Southeastern University, Harvard College sowie Rechtswissenschaft an der Law School der Yale University. Nach Beendigung des Studiums wurde er Dozent für Kreatives Schreiben und Literatur am Emerson College sowie an der Harvard University.
In seinen Romanen oft beschäftigt er sich mit bekannten Autoren und ihren Werken wie Dante Alighieri und die Göttliche Komödie, Edgar Allan Poe und die von diesem geschaffene Detektivfigur Dupin oder Charles Dickens. 2003 erschien sein Roman The Dante Club unter dem Titel Der Dante-Club auch in deutscher Übersetzung. Weitere Romane von ihm sind The Poe Shadow (Die Stunde des Raben, 2007) sowie The Last Dickens (Das letzte Kapitel, 2011) und The Technologists (2012).